# Wettingen
Wettingen é uma comuna da Suíça, no Cantão Argóvia, com cerca de 18 479 habitantes. Estende-se por uma área de 10,59 km², de densidade populacional de 1 745 hab/km². Confina com as seguintes comunas: Baden, Ennetbaden, Neuenhof, Niederweningen (ZH), Oberehrendingen, Otelfingen (ZH), Unterehrendingen, Würenlos.
A língua oficial nesta comuna é o Alemão.

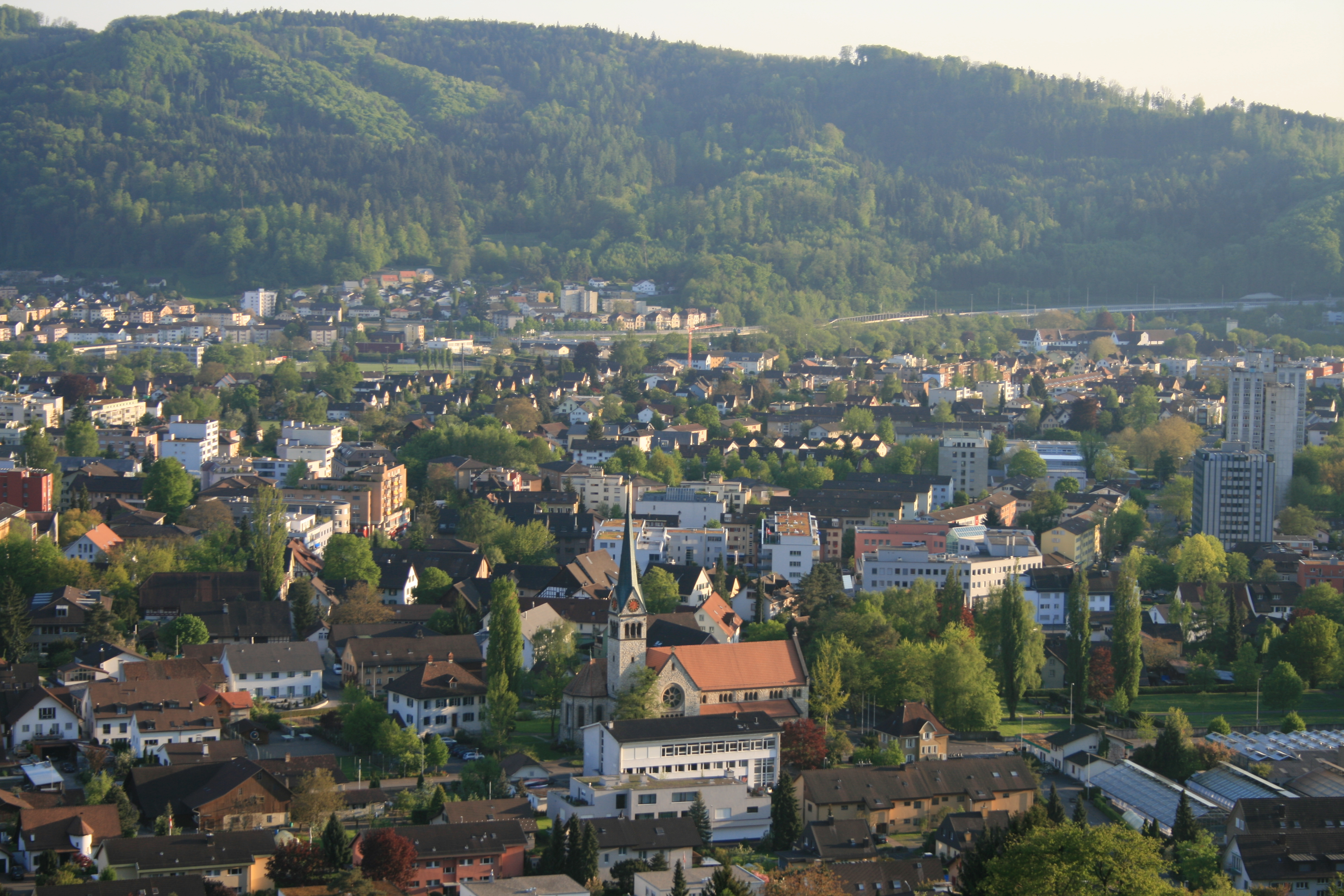
Wettingen